# 佐々木悟
佐々木 悟（ささき さとる 1985年10月16日- ）は、秋田県大仙市出身の元陸上競技選手、陸上競技指導者。専門は長距離走・マラソン。
大仙市立南外中学校、秋田県立秋田工業高等学校、大東文化大学卒業。現役時代は旭化成陸上部に所属し、2011年から2016年まで同部の主将を務めた。2016年リオデジャネイロオリンピック男子マラソン日本代表（16位）。また、2017年ニューイヤー駅伝では、チームの18年ぶり22回目の優勝のゴールテープを切った。2024年11月から、亜細亜大学陸上競技部の監督を務める。

## 経歴・人物
秋田工業高等学校時代には全国高等学校駅伝競走大会に2回出場し、第53回（2002年）、第54回（2003年） と3区を走っている。
大東文化大学入学後は主力選手として活躍。箱根駅伝競走大会では、1年次から3年次まで3年連続で山登り5区（いずれも区間6位）、4年次にはエース区間花の2区（区間10位）を走った。4年次には関東インカレ2部ハーフマラソン優勝、箱根駅伝予選会個人3位（日本人2位）という実績も上げている。
大学卒業後の2008年に旭化成に入社。ルーキーイヤーから駅伝メンバーとして活躍。2009年の全日本実業団駅伝予選に当たる2008年の九州実業団毎日駅伝では5区を走り区間賞を獲得。本戦となる全日本実業団駅伝でも5区を走り区間賞の快走でチームに貢献。旭化成は2000年代初の優勝まであと1秒と迫る総合3位となった。初マラソンは2009年3月の第64回びわ湖毎日マラソンで、2時間14分丁度の7位でゴール。
2014年の第69回びわ湖毎日マラソンでは終盤まで外国人選手との優勝争いに絡み、ラストのトラック勝負でケニアのキプルトをかわし2位入賞、公務員ランナー・川内優輝（埼玉県庁所属）ら有力選手を抑え日本人1位となった。記録は2時間9分台をマークし自身初のサブテンであった。また、同年4月に日本陸上競技連盟によって編成されたナショナルマラソンチームのメンバーに、川内や旭化成のチームメイト堀端宏行らとともに選出された。
2015年3月の第70回びわ湖毎日マラソンでは2時間14分27秒という記録で日本人4番手の9位に終わり、2015年度のナショナルチームメンバーには選出されなかった。
2015年12月には2016年リオデジャネイロオリンピックマラソン日本代表選考会の1つである第69回福岡国際マラソンに出場。ナショナルマラソンチームメンバー落ち、村山謙太・村山紘太兄弟をはじめとする強力新人が同年旭化成陸上部に加入したことによる自身の活躍の場の減少などの逆境の中、招待選手ではなく一般選手としての出場であった。だが終始冷静にレースを進め、招待選手の川内優輝らを退けて、自己ベストとなる2時間8分56秒の記録で日本人最高の3位入賞。2016年リオデジャネイロオリンピック男子マラソンの有力候補となる。
翌2016年3月の日本陸連理事会において、男子マラソン国内選考会でゴールタイムが日本人最速で唯一の2時間8分台だった事を高く評価され、同年8月開催のリオ五輪男子マラソン日本代表へ正式に初選出された（旭化成所属選手で五輪男子マラソン選出は、2000年シドニーオリンピック21位の川嶋伸次以来4大会ぶり）。
しかし期待されたリオ五輪男子マラソンは、28Km付近で先頭集団のペースアップについていけず、メダル争いから脱落し、他の日本代表2人が下位に沈む中奮闘し日本人ではトップだったが、16位に終わった。
2年ぶり5回目の大会出場となる2017年3月の第72回びわ湖毎日マラソンでは、17Km付近辺りで腹痛の影響からか、中間点を過ぎた22Km地点で先頭集団から完全脱落。25Km辺りから痛みが和らぎ追い上げ、35Km過ぎでペースダウンした村澤明伸を抜いて日本人トップに立ったが、マラソン自己記録更新もサブテンにも届かず2時間10分台の4位に終わり、同年8月の世界陸上ロンドン大会男子マラソン日本代表選出は成らなかった。
2年振り6回目の出場となった、2019年3月の第73回びわ湖毎日マラソンでは、胸側と背中側のナンバーカードを誤ってつけたのを、スタート直前で気づいて急きょ取り付け直したため、スタート位置が後方となってしまう。レース序盤で先頭集団に追いついたものの、中間点過ぎで優勝争いから後退、さらに終盤は大失速して結果は33位に終わる。これにより、2019年9月開催のマラソングランドチャンピオンシップ（MGC・2020年東京オリンピック男子マラソン選考会）に、旭化成所属の男子選手は出場者全てゼロと成った 。
10年ぶり2回目の出走と成った、2020年2月の第69回別府大分毎日マラソン・前日記者会見では「力を出し切って自己ベストを更新したい」と意気込んでいた。当マラソン本番では、30Km過ぎまで優勝争いに加わったが、35Km地点の前で徐々に先頭集団から脱落し、結局14位（日本人10着）に留まった。
2020年12月6日に行われた第74回福岡国際マラソンに参加。一度も優勝争いに加わることなく20位に終わった。そして、このレースを最後に現役引退を表明した。
現役引退後の2021年4月1日付で旭化成の先輩の佐藤信之が監督を務める亜細亜大学陸上競技部のコーチに就任。契約は旭化成からの出向5年契約である。2024年11月1日付で亜細亜大学陸上競技部の監督に就任。

## マラソン全成績
| 年月           | 大会                         | 順位 | 記録          | 備考                                                               |
| -------------- | ---------------------------- | ---- | ------------- | ------------------------------------------------------------------ |
| 2009年3月1日   | びわ湖毎日マラソン           | 7位  | 2時間14分00秒 | 初マラソン・世界陸上ベルリン大会選考レース                         |
| 2010年2月7日   | 別府大分毎日マラソン         | 20位 | 2時間19分23秒 |                                                                    |
| 2011年3月6日   | びわ湖毎日マラソン           | 14位 | 2時間12分42秒 | 世界陸上大邱大会選考レース                                         |
| 2013年2月24日  | 東京マラソン2013             | 16位 | 2時間11分28秒 | 世界陸上モスクワ大会選考レース                                     |
| 2013年12月1日  | 福岡国際マラソン             | 9位  | 2時間13分12秒 | 仁川アジア競技大会選考レース                                       |
| 2014年3月2日   | びわ湖毎日マラソン           | 2位  | 2時間09分47秒 | 日本人首位・仁川アジア競技大会選考レース                           |
| 2014年10月12日 | シカゴマラソン               | 17位 | 2時間15分25秒 |                                                                    |
| 2015年3月1日   | びわ湖毎日マラソン           | 9位  | 2時間14分27秒 | 世界陸上北京大会選考レース                                         |
| 2015年12月6日  | 福岡国際マラソン             | 3位  | 2時間08分56秒 | 自己記録・日本人首位・2016年リオデジャネイロオリンピック選考レース |
| 2016年8月21日  | リオデジャネイロオリンピック | 16位 | 2時間13分57秒 | 日本男子では最高順位                                               |
| 2017年3月5日   | びわ湖毎日マラソン           | 4位  | 2時間10分10秒 | 日本人首位・世界陸上ロンドン大会選考レース                         |
| 2017年12月3日  | 福岡国際マラソン             | 12位 | 2時間12分40秒 | MGCシリーズ第2弾（2020年東京オリンピック選考レース）               |
| 2018年12月2日  | 福岡国際マラソン             | 8位  | 2時間11分40秒 | MGCシリーズ第7弾（2020年東京オリンピック選考レース）               |
| 2019年3月10日  | びわ湖毎日マラソン           | 33位 | 2時間16分47秒 | MGCシリーズ第10弾（2020年東京オリンピック選考レース）              |
| 2019年9月15日  | シドニーマラソン             | 3位  | 2時間11分02秒 |                                                                    |
| 2020年2月2日   | 別府大分毎日マラソン         | 14位 | 2時間10分25秒 |                                                                    |
| 2020年12月6日  | 福岡国際マラソン             | 20位 | 2時間14分29秒 |                                                                    |